# Црквине у селу Стублине
Црквине у насељу Стублине код Обреновца су неолитски локалитет који се датује у период од пре око 6500 година. Археолошка ископавања започела су 1967. године и трају до данас. Неолитско насеље у Стублинама обухвата површину од око 15 хектара.
Током истраживања која су спровели Музеј града Београда и Завод за заштиту споменика културе града Београда 2007. и 2008. године отворене су две сонде, укупне површине 96m². Откривене су основе кућа (које припадају крају Винча-Плочник фазе, које су оријентисане дужим странама у правцу север-југ, димензија куће је 9x7m) и комплексна структура насеља које се везује за позновинчанску културу.
Поред остатака огњишта и зидова откривена је и групација од 46 фигурина, свака са рупицом на десној страни и 11 модела алатки, за које је испитивањем утврђено којим фигурама припадају.
Од покретног материјала откопани су жрвњеви за млевење жита елипсоидне основе и жртвеник (фиксни објекат са реципијентом).
Локалитет нема добро очувану вертикалну стратиграфију, али је добро очуван просторни распоред објеката унутар насеља.